# Luigi Torelli (1940)
| «Луїджі Тореллі»                                                      | «Луїджі Тореллі» | «Луїджі Тореллі» |
| --------------------------------------------------------------------- | --- | --- |
| Luigi Torelli                                                         | | |
|                                                                       | | |
| Однотипний ПЧ «Леонардо да Вінчі»                                     | | |
| Верф                                                                  | Odero-Terni-Orlando, Ла-Спеція | Odero-Terni-Orlando, Ла-Спеція |
| Під прапором                                                          | Королівство Італія | Королівство Італія |
| Належність                                                            | Королівські військово-морські сили Італії | Королівські військово-морські сили Італії |
| Порт приписки                                                         | BETASOM | BETASOM |
| На честь                                                              | Луїджі Тореллі | Луїджі Тореллі |
| Закладений                                                            | 15 лютого 1939 | 15 лютого 1939 |
| Спуск на воду                                                         | 6 січня 1940 | 6 січня 1940 |
| Введений до складу флоту                                              | 15 травня 1940 | 15 травня 1940 |
| На службі                                                             | 1940—1943 | 1940—1943 |
| Сучасний статус                                                       | у вересні 1943 року захоплений німцями та перейменований на UIT-25, у травні 1945 року перейшов до Імперського флоту Японії як I-504. Після війни захоплений американськими ВМС. 16 квітня 1946 року затоплений у протоці Кії | у вересні 1943 року захоплений німцями та перейменований на UIT-25, у травні 1945 року перейшов до Імперського флоту Японії як I-504. Після війни захоплений американськими ВМС. 16 квітня 1946 року затоплений у протоці Кії |
| Бойовий досвід                                                        | Друга світова війна Битва на Середземному морі Битва за Атлантику | Друга світова війна Битва на Середземному морі Битва за Атлантику |
| Проєкт                                                                | | |
| Тип ПЧ                                                                | торпедний океанський підводний човен | торпедний океанський підводний човен |
| Основні характеристики                                                | | |
| Швидкість (надводна)                                                  | 17,8 вузлів (33 км/год) | 17,8 вузлів (33 км/год) |
| Швидкість (підводна)                                                  | 8,2 вузли (15,2 км/год) | 8,2 вузли (15,2 км/год) |
| Гранична глибина занурення                                            | 100 м | 100 м |
| Дальність плавання                                                    | 10500 миль (19450 км) на швидкості 8 вузлів у надводному положенні 110 миль (203 км) на швидкості 3 вузли (5,6 км/год) у підводному положенні                                                                                 | 10500 миль (19450 км) на швидкості 8 вузлів у надводному положенні 110 миль (203 км) на швидкості 3 вузли (5,6 км/год) у підводному положенні                                                                                 |
| Екіпаж                                                                | 57 офіцерів та матросів | 57 офіцерів та матросів |
| Розміри                                                               | | |
| Довжина найбільша (по КВЛ)                                            | 70,04 м | 70,04 м |
| Ширина корпусу найб.                                                  | 6,82 м | 6,82 м |
| Середня осадка (по КВЛ)                                               | 4,72 м | 4,72 м |
| Водотоннажність надводна                                              | 1194 тонни | 1194 тонни |
| Силова установка                                                      | | |
| дизель-електрична; 2 дизельних двигуни CRDA, 2 електродвигуни Marelli | | |
| Гвинти                                                                | 2 | 2 |
| Потужність                                                            | 2 × 3250 к. с. (дизелі) 2 × 1500 к. с. (електродвигуни) | 2 × 3250 к. с. (дизелі) 2 × 1500 к. с. (електродвигуни) |
| Озброєння                                                             | | |
| Артилерія                                                             | 1 × 100-мм гармата OTO Mod. 1924/1927/1928 | 1 × 100-мм гармата OTO Mod. 1924/1927/1928 |
| Торпедно- мінне озброєння                                             | 8 × 533-мм торпедних апаратів 12 торпед | 8 × 533-мм торпедних апаратів 12 торпед |
| ППО                                                                   | 4 × 12,7-мм зенітних кулемети Breda Model 1931 | 4 × 12,7-мм зенітних кулемети Breda Model 1931 |

«Луїджі Тореллі» (італ. Luigi Torelli) — військовий корабель, океанський підводний човен типу «Марконі» Королівських ВМС Італії, Крігсмаріне та Імперського флоту Японії за часів Другої світової війни.

## Історія створення
«Луїджі Тореллі» був закладений 15 лютого 1939 року на верфі компанії Odero-Terni-Orlando у Ла-Спеції. 6 січня 1940 року він був спущений на воду, а 15 травня 1940 року увійшов до складу Королівських ВМС Італії.

## Історія служби
Коли Італія вступила у Другу світову війну в червні 1940 року, «Луїджі Тореллі» все ще завершував свою підготовку та період ходових випробувань. Після цього він здійснив коротку розвідувальну місію в Генуезькій затоці, а потім був відправлений в Атлантику до Бордо в окупованій Франції.
У вересні 1940 року до французького Бордо на базу BETASOM почали прибувати італійські підводні човни, яких незабаром стало 27, котрі незабаром приєдналися до німецьких підводних човнів у полюванні на судноплавство союзників; поступово їхнє число збільшиться до 32. Вони зробили вагомий внесок у битву за Атлантику, попри те, що командувач підводного флоту ВМС Німеччини адмірал Карл Деніц відгукнувся про італійських підводників: «недостатньо дисципліновані» і «не в змозі залишатися спокійними перед обличчям ворога».
14 березня 1943 року підводний човен відбув у похід з ртуттю, сталлю, 800 авіаційними гарматами Mauser MG 151/20, бомбою SG 500, торпедами, двома комплектами радарів Würzburg (всього 130 тонн матеріалів) і сімома пасажирами (серед яких японський полковник Сатаке Кінджо, німецький інженер Генріх Фодерс — відповідальний за пояснення японцям роботи радара, два цивільні механіки і троє німецьких техніків). Командиром був лейтенант Енріко Гропаллі. «Луїджі Тореллі» уникнув атаки кораблів і літаків поблизу острову Святої Єлени, і 12 серпня 1943 року довелося дозаправитися в Індійському океані з U-178, нарешті досягнувши Сабанга (Суматра) через два тижні. 29 серпня «Тореллі» дістався Пінанга (Малайзія), а через два дні Сінгапуру.
10 травня 1945 року у зв'язку з капітуляцією Німеччини човен був включений до складу Імператорського флоту Японії як І-504, а 14 липня його командиром став підпоручник Хірота Хідео.
30 серпня з зенітної установки корабля був збитий американський бомбардувальник B-25 «Мітчелл»; того ж дня він капітулював союзникам у Кобе. 16 квітня 1946 року був затоплений американцями у протоці Кії (між Хонсю і Сікоку).
«Луїджі Тореллі» та інший італійський підводний човен, «Команданте Каппеліні», були єдиними кораблями країн Осі, які служили під керівництвом усіх трьох флотів цих держав.

## Командири
- Оберлейтенант-цур-зее Вернер Штріглер (6 грудня 1943 — 13 лютого 1944, 16 лютого —31 серпня 1944)
- Оберлейтенант-цур-зее/капітан-лейтенант Герберт Шрайн (вересень 1944 — лютий 1945) — виконувач обов'язків.
- Оберлейтенант-цур-зее резерву Альфред Маєр (24 листопада 1944 — 10 травня 1945)